# Einar Utzon-Frank
Aksel Einar Utzon-Frank, född 30 mars 1888 i Frederiksberg, död 15 juli 1955 i Halsnæs kommun, var en dansk skulptör.

## Biografi
Einar Utzon-Frank var son till Jens Christian Frank och Anna Cathrine Utzon samt kusin till Jørn Utzon. Han utbildade sig till målare, men växlade till skulptur och blev 1906 antagen till utbildning vid Kunstakademiet, där han gick en termin. Där träffade han Kai Nielsen, som han blev vän till. Han debuterade 1907 med en utställning i Charlottenborg 1907.
Utzon-Frank var inspirerad av Constantin Meunier. Han företog flera studieresor i Europa 1912-13. Hans formspråk var tydligt grundat i klassicismen och följde traditionen från Bertel Thorvaldsen. 
Han blev som 30-åring professor vid Kunstakademiet och kvarblev på den posten till 1955. I sin undervisning lade han vikt vid hantverksmässig kunskap. År 1944 fick han Thorvaldsenmedaljen. I Sverige finns han bl.a. representerad på Moderna Museet i Stockholm. 
Utzon-Franks son Bomand Utzon-Frank var också skulptör.

## Offentliga verk i urval

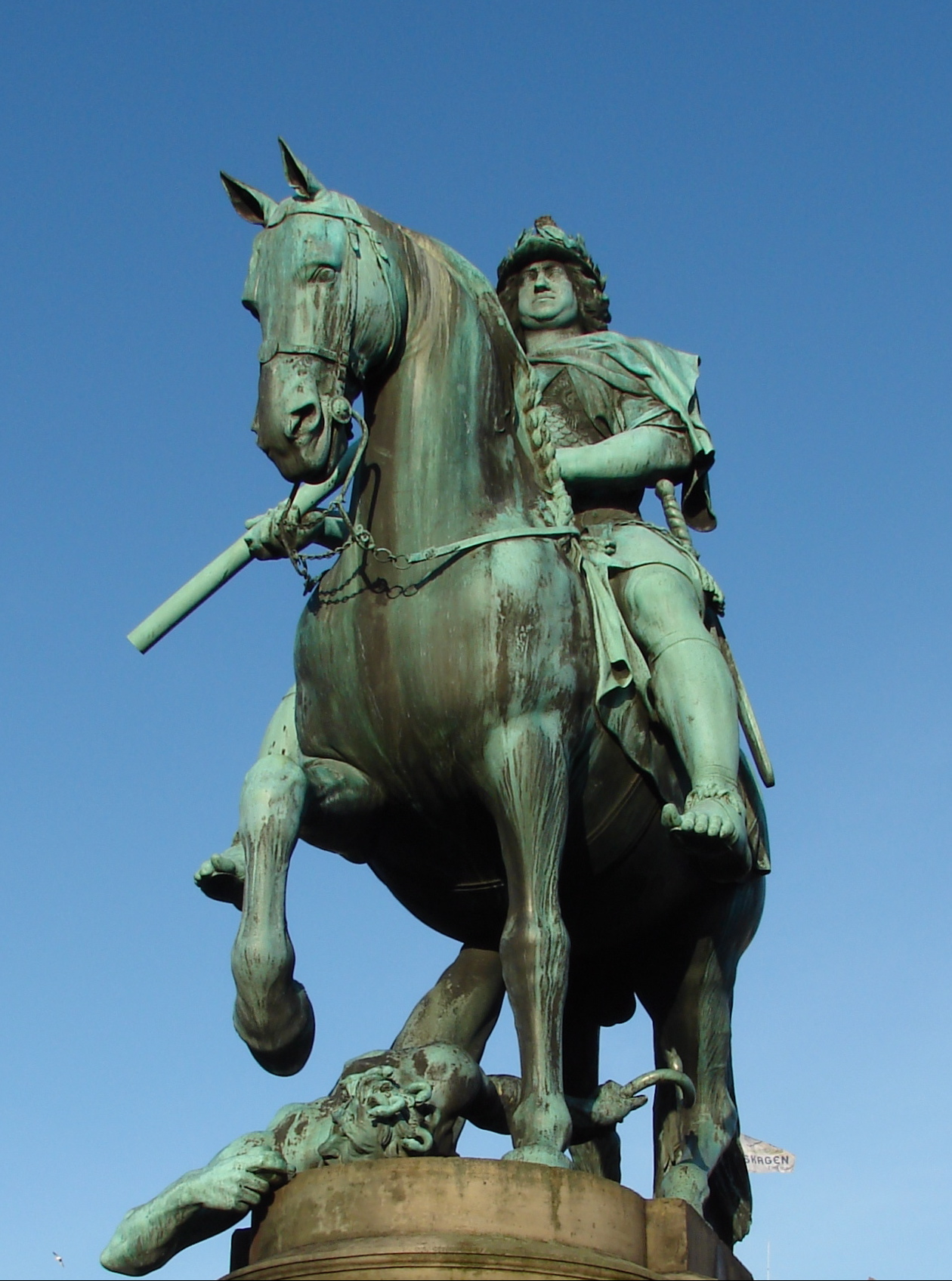
Den rekonstruerade ryttarstatyn av Kristian V av Danmark.

- Atalante, brons, 1916, Rådhusparken i Århus
- Slangedræberen, brons, 1924, gården till polishuset i Köpenhamn
- Hamlets Grav, granit, 1926, Marienlysts slott i Helsingör
- Erik af Pommerns Mindebrønd, brons, 1926, Axeltorv i Helsingör
- Mindesmärke över Drottning Margareta, 1931, Christiansborgs slott
- Vejrpigerne, brons, 1936, Richshuset vid Rådhuspladsen 16 i Köpenhamn
- Flyvermindesmærket, 1938, Christianshavns vall i Köpenhamn
- Staty över Bertel Thorvaldsen, brons och granit, 1943, Ørstedsparken i Köpenhamn
- Ryttarstaty över Kristian V, bly, 1946, rekonstruktion av Abraham César Lamoureuxs staty, Kongens Nytorv i Köpenhamn
- Staty över Knut den helige, brons, 1953, I. Vilhelm Werners Plads i Odense
- Rytterstaty över Kristian X, brons, 1954, Sankt Annæ Plads i Köpenhamn

Einar Utzon-Frank finns representerad vid bland annat Moderna museet och Arkivet för dekorativ konst.

## Utmärkelser
- Eckersbergmedaljen,  1911
- Riddare av Dannebrogorden,  1924[4]
- Dannebrogsmännens hederstecken,  1935[4]
- Thorvaldsenmedaljen,  1944
- Kommendör av Dannebrogorden,  1947[4]

[Redigera Wikidata]